# ژیل سونو
ژیل سونو (انگلیسی: Gilles Sunu؛ زادهٔ ۳۰ مارس ۱۹۹۱) یک بازیکن فوتبال اهل فرانسه است.
از باشگاه‌هایی که در آن بازی کرده‌است می‌توان به آرسنال، باشگاه فوتبال لوریان، و دربی کانتی، باشگاه فوتبال لوریان، و آنژه، تیم ملی فوتبال زیر ۲۱ سال فرانسه، دربی کانتی، باشگاه فوتبال لوریان، و باشگاه فوتبال لوریان، اشاره کرد.
وی همچنین در تیم‌های ملی فوتبال France U17 France U18 France U19 France U20 France U21 بازی کرده است.